# Diocese de Campina Grande
A Diocese de Campina Grande (Dioecesis Campinae Grandis) é uma circunscrição eclesiástica da Igreja Católica no Brasil, pertencente à Província Eclesiástica da Paraíba e ao Conselho Episcopal Regional Nordeste II da Conferência Nacional dos Bispos do Brasil, sendo sufragânea da Arquidiocese da Paraíba. A sé episcopal está na Catedral de Nossa Senhora da Conceição, na cidade de Campina Grande, no estado da Paraíba.

## Histórico
A Diocese de Campina Grande foi erigida a 14 de maio de 1949, pelo Papa Pio XII, desmembrada da Arquidiocese da Paraíba.
A Diocese de Campina Grande foi criada a 14 de maio de 1949, através de um documento Papal chamado Bula, com o título “Supremum Universi” do Papa Pio XII, desmembrada da Arquidiocese da Paraíba, pertencendo ao Regional Nordeste 2 da CNBB.
A Diocese de Campina Grande está entre as cinco dioceses da Província Eclesiástica da Paraíba: A Arquidiocese da Paraíba com sede em João Pessoa - criada em 1892; a Diocese de Cajazeiras, criada em 1914; a Diocese de Patos, criada em 1959 e a Diocese de Guarabira criada em 1980.
No dia 16 de fevereiro de 2005, o Papa João Paulo II, nomeou Dom Jaime Vieira Rocha como sexto bispo de Campina Grande. Dom Jaime passou a exercer o seu ministério episcopal à frente do nosso governo diocesano no dia 23 de abril de 2005.
No dia 8 de agosto de 2012 o Papa Bento XVI nomeou Dom Frei Manoel Delson Pedreira da Cruz o sétimo bispo de Campina Grande. Dom Delson tomou posse em concelebração na Catedral Diocesana de Campina Grande no dia 29 de setembro de 2012.

## Bispos
Bispos responsáveis pela diocese:
|                 | Nome                                       | Período     | Notas                                 |
| Bispos          | Bispos                                     | Bispos      | Bispos                                |
| --------------- | ------------------------------------------ | ----------- | ------------------------------------- |
| 8º              | Dulcênio Fontes de Matos                   | 2017 —      |                                       |
| 7º              | Manoel Delson Pedreira da Cruz, O.F.M.Cap. | 2012 — 2017 | Nomeado Arcebispo da Paraíba.         |
| 6º              | Jaime Vieira Rocha                         | 2005 — 2011 | Nomeado Arcebispo de Natal.           |
| 5º              | Matias Patrício de Macêdo                  | 2001 — 2003 | Nomeado Arcebispo de Natal.           |
| 4º              | Luís Gonzaga Fernandes                     | 1981 — 2001 | Renunciou por limite de idade.        |
| 3º              | Manuel Pereira da Costa                    | 1962 — 1981 | Renunciou.                            |
| 2º              | Otávio Barbosa Aguiar                      | 1956 — 1962 | Nomeado Bispo de Palmeira dos Índios. |
| 1º              | Anselmo Pietrulla, O.F.M.                  | 1949 — 1955 | Nomeado Bispo de Tubarão.             |
| Bispo-coadjutor |                                            |             |                                       |
|                 | Matias Patrício de Macêdo                  | 2000 — 2001 |                                       |

## Dados estatísticos
- Área Territorial: 19.836,51 km²
- População: 913.499 Hab
- Densidade Demográfica: 46,05 Hab/km²
- Municípios: 61
- Foranias: 11
- Paróquias: 70
- Quase-Paróquias (Área Pastoral): 2
- Bispo Diocesano: 1
- Presbíteros do Clero Diocesano (Secular): 80
- Presbíteros do Clero Religioso (Regular): 22